# Juan María Benegas
Juan María Benegas Sánchez-Aguirre (San Sebastián, España, 28 de diciembre de 1934 - 19 de julio de 2006) es un exfutbolista español que se desempeñaba como portero.

## Clubes
| Club                   | País   | Año       |
| ---------------------- | ------ | --------- |
| Real Valladolid C.F.   | España | 1953-1959 |
| Córdoba Club de Fútbol | España | 1959-1964 |
| Deportivo de La Coruña | España | 1963-1966 |
| Sabadell               | España | 1965-1966 |
| C.F. Badalona          | España | 1966-1967 |
| Hércules               | España | 1966-1967 |
| Toronto Falcons        | Canadá | 1967-1968 |